# Altha
Altha – miasto w Stanach Zjednoczonych, w stanie Floryda, w hrabstwie Calhoun.